# Super 12 2004
Il Super 12 2004 fu la 9ª edizione del Super Rugby, competizione professionistica di rugby a 15 organizzata dal SANZAR tra i club di Australia, Nuova Zelanda e Sudafrica.
Composta interamente di franchise, si tenne tra febbraio e maggio 2004.
Nella stagione regolare ogni squadra incontrò tutte le altre in partita di sola andata; per non aggravare i costi di trasferta alcuni turni furono di cinque piuttosto che di sei incontri, sì da permettere alle squadre in visita in un continente di disputare tutti gli incontri in giornate consecutive; per tale ragione il calendario prevedette 12 giornate invece di 11.
In tale edizione tutte e tre le federazioni furono rappresentate nella final four successiva alla stagione regolare: gli australiani Brumbies si classificarono primi, mentre al terzo posto giunsero i sudafricani degli Stormers; gli altri due posti furono appannaggio della Nuova Zelanda con i campioni uscenti dei Crusaders e, a seguire, gli Chiefs.
La finale di Canberra, tra i Brumbies e i Crusaders, replica di quella del 2002, fu tra le più spettacolari della storia del Super Rugby: l'incontro terminò 47-38 per gli australiani, che marcarono 7 mete contro le 6 dei neozelandesi (per un totale di 13, record per una finale): l'inizio dei Brumbies fu travolgente e indirizzò subito l'incontro: dopo neppure 20' di gioco, infatti, conducevano 33-0 grazie a 5 mete, quattro delle quali trasformate.
Il primo tempo si chiuse 33-14 e, di fatto, il ritorno dei Crusaders nella ripresa, se pur non servì a riguadagnare il titolo, contribuì comunque alle statistiche della gara, che registrò anche il più alto punteggio complessivo per una finale di Super Rugby, 95 punti.

## Squadre partecipanti e ambiti territoriali
| Paese         | Squadra     | Sede           | Area                                      |
| ------------- | ----------- | -------------- | ----------------------------------------- |
| Australia     | Brumbies    | Canberra       | Territorio della Capitale Australiana     |
| Australia     | Reds        | Brisbane       | Stato del Queensland                      |
| Australia     | Waratahs    | Sydney         | Stato del Nuovo Galles del Sud            |
| Nuova Zelanda | Blues       | Auckland       | Penisola di North Auckland                |
| Nuova Zelanda | Chiefs      | Hamilton       | Distretti di Hamilton, Tauranga e Rotorua |
| Nuova Zelanda | Crusaders   | Christchurch   | Regione di Canterbury                     |
| Nuova Zelanda | Highlanders | Dunedin        | Distretto di Otago e South Land           |
| Nuova Zelanda | Hurricanes  | Wellington     | Wellington, Palmerston North e Napier     |
| Sudafrica     | Bulls       | Pretoria       | East Rand, Limpopo                        |
| Sudafrica     | Lions       | Johannesburg   | Mpumalanga, Provincia del Nordovest       |
| Sudafrica     | Sharks      | Durban         | KwaZulu-Natal                             |
| Sudafrica     | Stormers    | Città del Capo | Cape Winelands, West Coast                |

## Stagione regolare

### Risultati
|           | 1ª giornata          |       |
| --------- | -------------------- | ----- |
| 20-2-2004 | Highlanders - Reds   | 39–8  |
| 20-2-2004 | Cats - Stormers      | 23–28 |
| 21-2-2004 | Bulls - Sharks       | 18–23 |
| 21-2-2004 | Brumbies - Blues     | 44–27 |
| 21-2-2004 | Chiefs - Hurricanes  | 19–7  |
| 21-2-2004 | Crusaders - Waratahs | 19–43 |

|           | 4ª giornata          |       |
| --------- | -------------------- | ----- |
| 12-3-2004 | Highlanders - Sharks | 35–36 |
| 13-3-2004 | Bulls - Brumbies     | 32–21 |
| 13-3-2004 | Reds - Blues         | 20–3  |
| 13-3-2004 | Stormers - Waratahs  | 27–23 |
| 13-3-2004 | Hurricanes - Cats    | 42–25 |
|           |                      |       |

|          | 7ª giornata          |       |
| -------- | -------------------- | ----- |
| 2-4-2004 | Highlanders - Chiefs | 31–36 |
| 3-4-2004 | Sharks - Cats        | 42–28 |
| 3-4-2004 | Hurricanes - Reds    | 29–12 |
| 3-4-2004 | Crusaders - Brumbies | 47–28 |
| 4-4-2004 | Blues - Waratahs     | 22–17 |
|          |                      |       |

|           | 10ª giornata             |       |
| --------- | ------------------------ | ----- |
| 23-4-2004 | Chiefs - Stormers        | 29–14 |
| 24-4-2004 | Sharks - Reds            | 5–6   |
| 24-4-2004 | Crusaders - Bulls        | 40–21 |
| 24-4-2004 | Highlanders - Hurricanes | 26–14 |
| 24-4-2004 | Waratahs - Brumbies      | 37–29 |
| 24-4-2004 | Cats - Blues             | 28–35 |

|           | 2ª giornata            |       |
| --------- | ---------------------- | ----- |
| 27-2-2004 | Crusaders - Blues      | 29–38 |
| 27-2-2004 | Brumbies - Cats        | 68–28 |
| 28-2-2004 | Waratahs - Sharks      | 48–14 |
| 28-2-2004 | Reds - Chiefs          | 39–25 |
| 28-2-2004 | Bulls - Hurricanes     | 40–19 |
| 28-2-2004 | Stormers - Highlanders | 46–25 |

|           | 5ª giornata         |       |
| --------- | ------------------- | ----- |
| 19-3-2004 | Hurricanes - Sharks | 20–21 |
| 19-3-2004 | Bulls - Waratahs    | 38–27 |
| 20-3-2004 | Stormers - Brumbies | 15–33 |
| 20-3-2004 | Highlanders - Cats  | 29–17 |
| 20-3-2004 | Chiefs - Crusaders  | 15–36 |
|           |                     |       |

|           | 8ª giornata            |       |
| --------- | ---------------------- | ----- |
| 9-4-2004  | Blues - Bulls          | 56–19 |
| 9-4-2004  | Brumbies - Highlanders | 50–18 |
| 10-4-2004 | Reds - Stormers        | 20–21 |
| 10-4-2004 | Sharks - Crusaders     | 29–25 |
| 10-4-2004 | Cats - Chiefs          | 23–21 |
|           |                        |       |

|           | 11ª giornata           |       |
| --------- | ---------------------- | ----- |
| 30-4-2004 | Sharks - Blues         | 26–37 |
| 30-4-2004 | Chiefs - Bulls         | 24–22 |
| 1-5-2004  | Crusaders - Stormers   | 24–9  |
| 1-5-2004  | Waratahs - Highlanders | 28–29 |
| 1-5-2004  | Brumbies - Hurricanes  | 46–25 |
| 1-5-2004  | Cats - Reds            | 23–47 |

|          | 3ª giornata           |       |
| -------- | --------------------- | ----- |
| 5-3-2004 | Bulls - Highlanders   | 16–16 |
| 5-3-2004 | Blues - Chiefs        | 20–27 |
| 5-3-2004 | Waratahs - Cats       | 46–10 |
| 6-3-2004 | Stormers - Hurricanes | 19–25 |
| 6-3-2004 | Brumbies - Sharks     | 23–20 |
| 6-3-2004 | Reds - Crusaders      | 17–20 |

|           | 6ª giornata             |       |
| --------- | ----------------------- | ----- |
| 26-3-2004 | Hurricanes - Blues      | 26–26 |
| 27-3-2004 | Crusaders - Highlanders | 46–29 |
| 27-3-2004 | Chiefs - Waratahs       | 32–17 |
| 27-3-2004 | Stormers - Bulls        | 25–11 |
| 28-3-2004 | Brumbies - Reds         | 51–8  |
|           |                         |       |

|          | 9ª giornata            |       |
| -------- | ---------------------- | ----- |
| 7-5-2004 | Hurricanes - Crusaders | 37-20 |
| 8-5-2004 | Chiefs - Brumbies      | 12-15 |
| 8-5-2004 | Blues - Highlanders    | 50-22 |
| 8-5-2004 | Reds - Waratahs        | 23-7  |
| 8-5-2004 | Bulls - Cats           | 62-52 |
| 8-5-2004 | Sharks - Stormers      | 24-31 |

|          | 12ª giornata           |       |
| -------- | ---------------------- | ----- |
| 7-5-2004 | Hurricanes - Crusaders | 37–20 |
| 8-5-2004 | Chiefs - Brumbies      | 12–15 |
| 8-5-2004 | Blues - Highlanders    | 50–22 |
| 8-5-2004 | Reds - Waratahs        | 23–7  |
| 8-5-2004 | Bulls - Cats           | 62–52 |
| 8-5-2004 | Sharks - Stormers      | 24–31 |

### Classifica
|  |     | Squadra     | G  | V | N | P  | PF  | PS  | B | Pt |
|  | --- | ----------- | -- | - | - | -- | --- | --- | - | -- |
|  | 1.  | Brumbies    | 11 | 8 | 0 | 3  | 408 | 269 | 8 | 40 |
|  | 2.  | Crusaders   | 11 | 7 | 0 | 4  | 345 | 303 | 6 | 34 |
|  | 3.  | Stormers    | 11 | 7 | 0 | 4  | 286 | 260 | 5 | 33 |
|  | 4.  | Chiefs      | 11 | 7 | 0 | 4  | 274 | 251 | 5 | 33 |
|  | 5.  | Blues       | 11 | 6 | 1 | 4  | 337 | 309 | 6 | 32 |
|  | 6.  | Bulls       | 11 | 5 | 1 | 5  | 302 | 320 | 6 | 28 |
|  | 7.  | Sharks      | 11 | 5 | 0 | 6  | 267 | 305 | 8 | 28 |
|  | 8.  | Waratahs    | 11 | 5 | 0 | 6  | 342 | 274 | 7 | 27 |
|  | 9.  | Highlanders | 11 | 4 | 1 | 5  | 299 | 347 | 8 | 26 |
|  | 10. | Reds        | 11 | 5 | 0 | 6  | 217 | 246 | 5 | 25 |
|  | 11. | Hurricanes  | 11 | 4 | 1 | 6  | 275 | 303 | 5 | 23 |
|  | 12. | Cats        | 11 | 1 | 0 | 10 | 294 | 459 | 7 | 11 |

## Semifinali
| Christchurch 15 maggio 2004 | Crusaders | 27 – 16 | Stormers | Lancaster Park |

| Canberra 15 maggio 2004 | Brumbies | 32 – 17 | Chiefs | Canberra Stadium |

## Finale
| Arbitro: | André Watson |

|                                                       |    |                                                                  |
| 1’, 70’ Roff 3’, 13’, 42’ Gerrard 10’ Paul 19’ Giteau | mt | 30’ McCaw 38’ Mauger 50’ Thorn 68’ King 78’ Laulala 80+1’ Carter |
| 1’, 10’, 14’, 19’, 42’, 70’ Roff                      | tr | 30’, 38’, 50’, 68’ Carter                                        |